# Étang de Canet-Saint-Nazaire

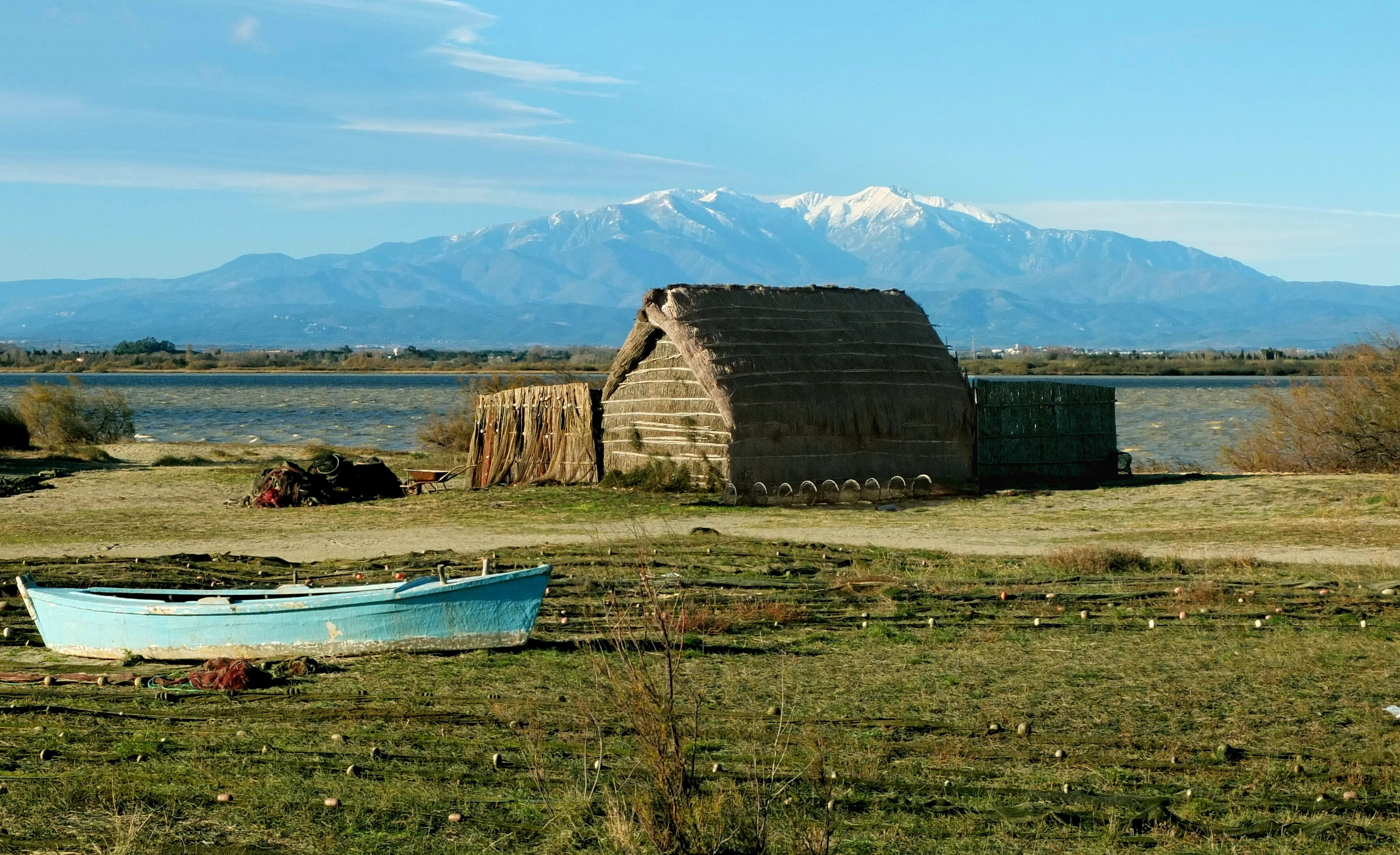
Étang de Canet und Nachbau einer Fischerhütte aus Schilf

Der Étang de Canet-Saint-Nazaire oder auch nur Étang de Canet ist ein südfranzösischer Küstensee (étang) oder eine Lagune am Golfe du Lion an der Mittelmeerküste südöstlich von Perpignan. Er befindet sich zu mehr als 98 % auf dem Gebiet der Gemeinde Canet-en-Roussillon und zu weniger als 2 % auf dem Gebiet von Saint-Nazaire im Département Pyrénées-Orientales in der historischen Provinz des Roussillon.

## Lage
Der in Nord-Süd-Richtung etwa 4 km lange, maximal 2,5 km breite und ca. 1 bis 4 m tiefe Étang de Canet-Saint-Nazaire ist – wie auch der nur ca. 15 km nördlich gelegene Étang de Leucate – durch einen schmalen Dünenstreifen (Nehrung) vom Meer getrennt, das nur an einer Stelle, nämlich an der Réart-Mündung, durch eine enge Öffnung (grau) mit dem See verbunden ist.

## Ökologie
Mehrere kleine Bäche oder Flüsse (Llobère, Fosseille, Réart, Agouille de la Mar, Agouille d’En Ferran und Agouille de l’Aygual) fließen in den See, der wegen seiner höheren Verdunstungsrate dadurch jedoch kaum weniger salzig ist als Meer.

### Fauna
Der geringe Wasseraustausch mit dem Mittelmeer hat zu einer allmählichen Eutrophierung des Gewässers geführt, so dass Fischfang kaum noch möglich ist. Auch die Kleinstlebewesen sind davon beeinträchtigt, so dass früher hier ansässige Flamingo-Kolonien verschwunden sind.

### Flora
In den sandigen Uferzonen der Lagune wachsen u. a. Queller, Portulak-Keilmelde, Strauchpappeln, Pferdeeppich, Salz-Alant, Feigenkaktus, Mariendisteln, Strand-Silberkraut und Strauch-Melden.

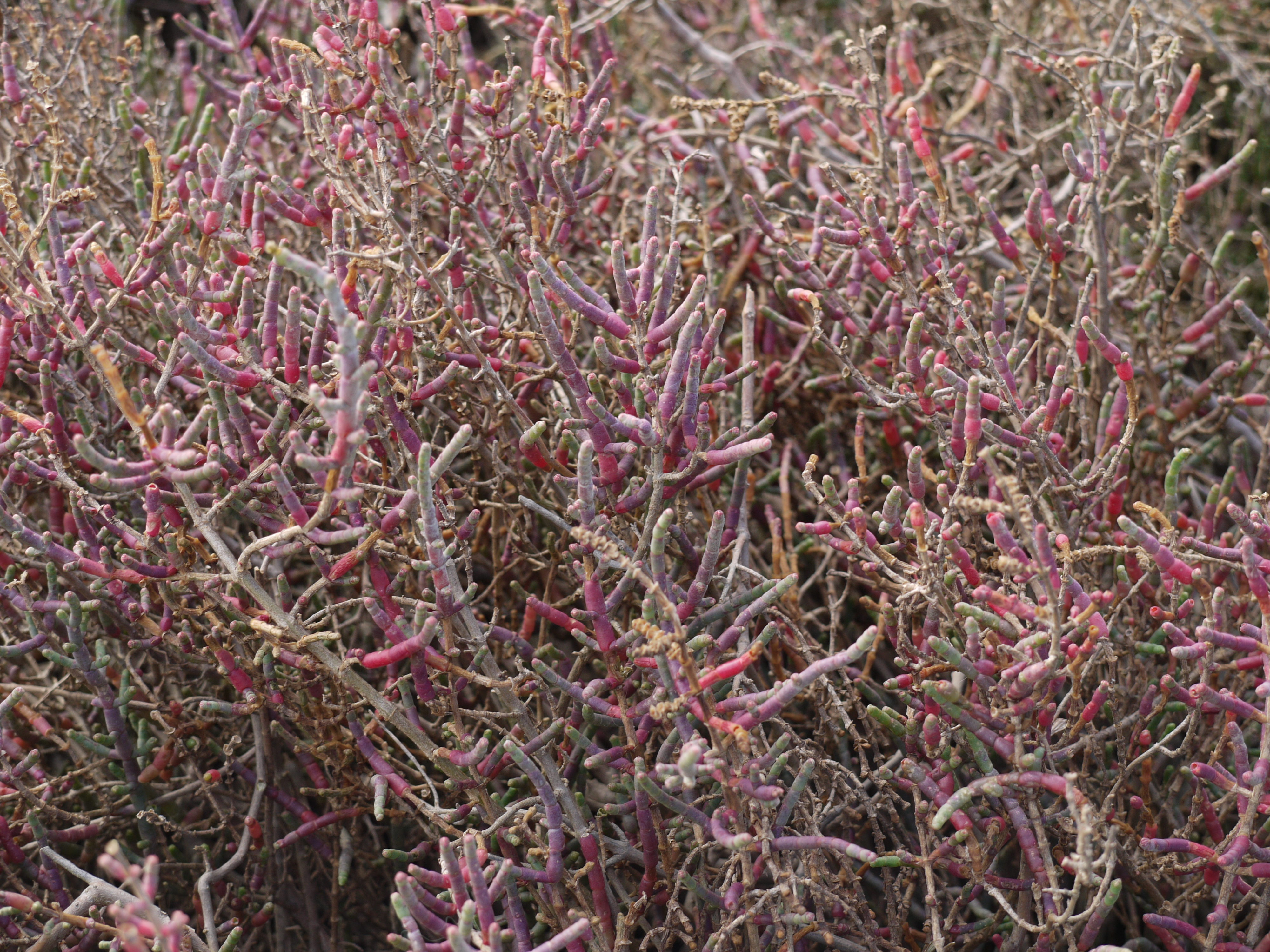
Queller (salicorne)
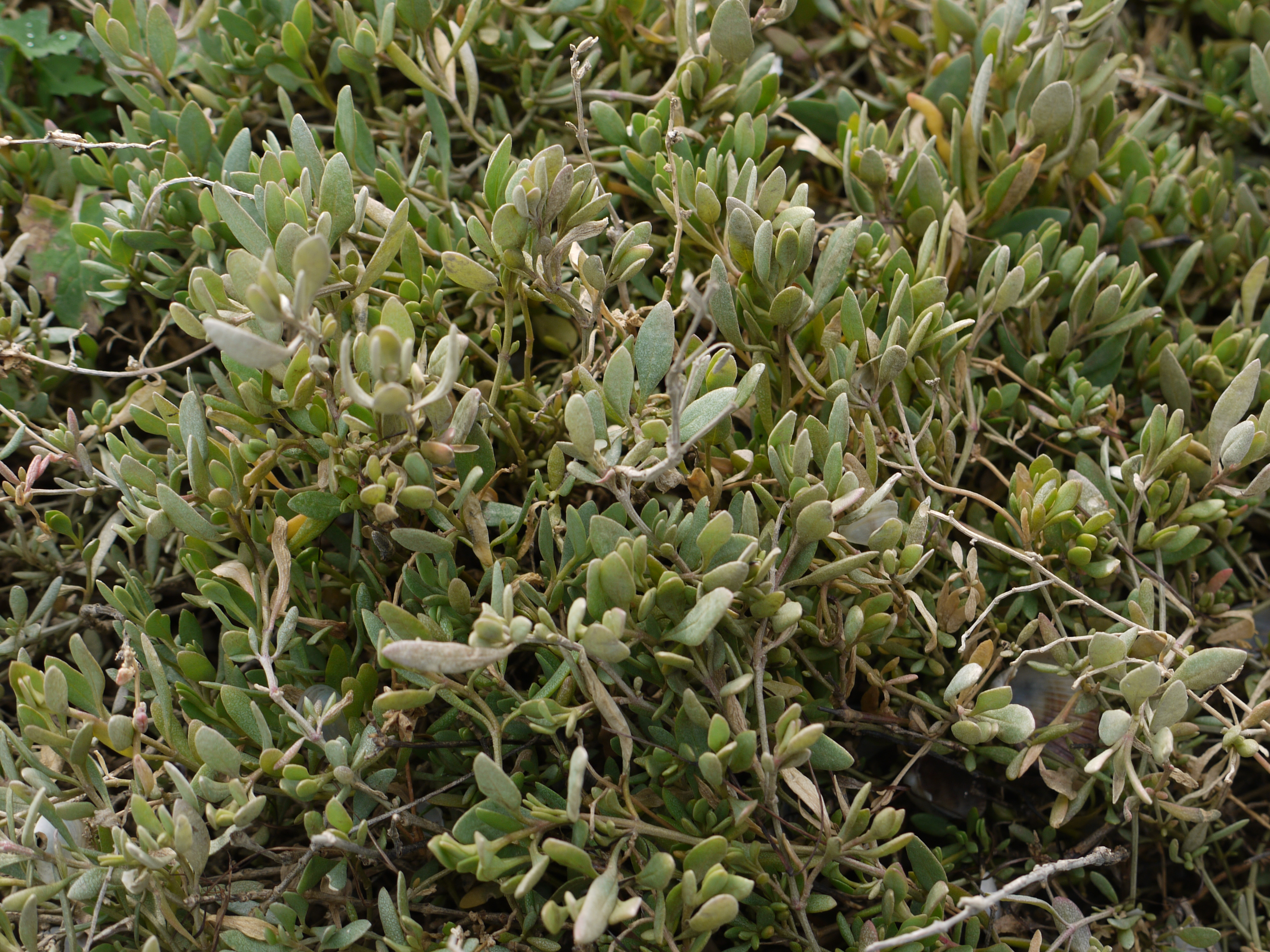
Portulak-Keilmelde (obione faux-pourpier)
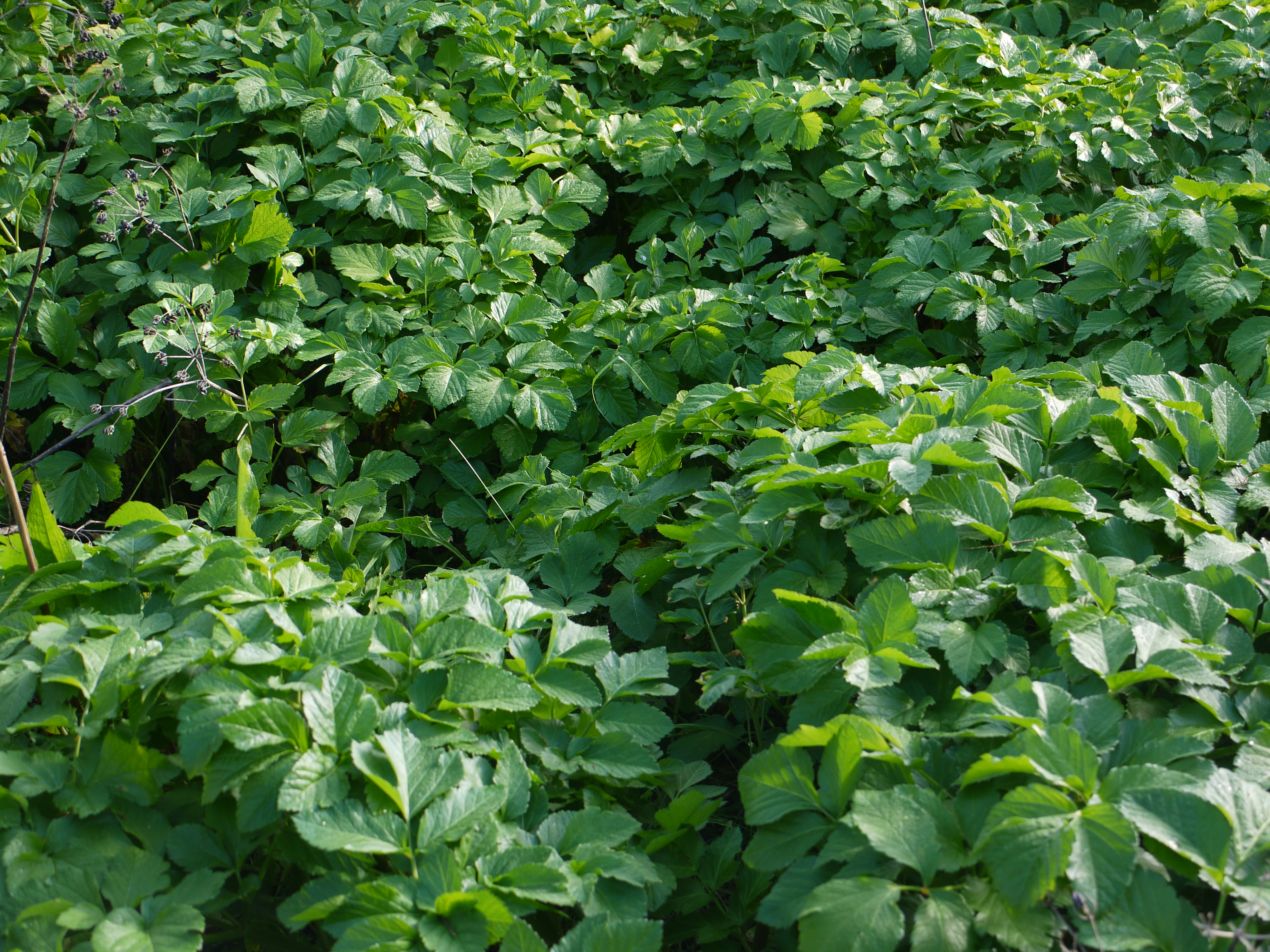
Pferdeeppich (maceron potager)
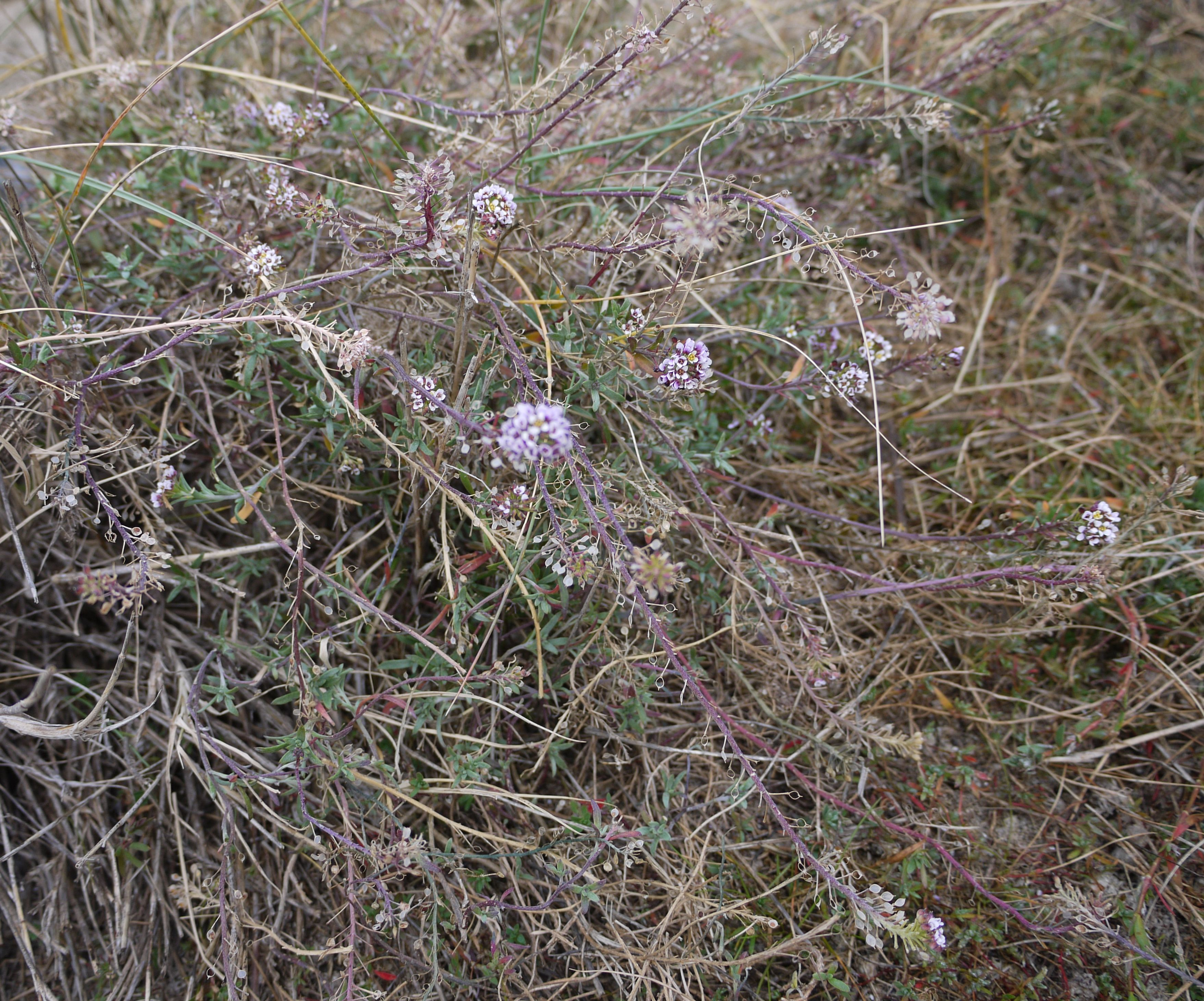
Strand-Silberkraut (alysson maritime)